# Baia di Valona
La baia di Valona è una baia nel sud dell'Albania, la più ampia dell'intero paese. Essa costituisce l'estremità orientale del canale di Otranto. Prende il nome dalla città di Valona, che si affaccia sulla riva orientale della baia, poco oltre l'ingresso. È formata dalla penisola di Karaburun, che ne costituisce il lato sudoccidentale, terminale settentrionale, con il capo Linguetta (Kepi i Gjuhezes), dei monti Acrocerauni. L'imbocco della baia si trova tra il capo Nartés e il capo Linguetta, con l'isola di Saseno (Sazan), ideale prosecuzione della penisola di Karaburun. Nella baia si trova anche la base della marina militare albanese di Pasha Liman.

## Storia
La baia di Valona ha avuto un ruolo molto importante nella storia del mondo, ed è stata la scena, ad esempio, di alcune delle battaglie di Giulio Cesare. In un racconto, 18 navi cariche di merci vennero affondate nella baia di Valona.
La base navale di Pasha Liman fu utilizzata come porto fin dall'antichità e durante la guerra fredda fu temporaneamente una base militare sovietica, l'unica del genere nel mediterraneo.

## Conservazione
La baia, insieme alla penisola di Karaburun e al Monte Çika è stata designata Important Bird and Biodiversity Area da BirdLife International, per via dei rapaci che vi nidificano.